# Mago (costumier)
Ne pas confondre avec le révolutionnaire roumain Max Goldstein (en) (1898-1924).
Pour les articles homonymes, voir Goldstein et Mago (homonymie).
Max Goldstein (connu comme Mago) est un costumier et décorateur allemand, né le 22 mars 1925 à Berlin (Allemagne), mort le 4 avril 2008 à Stockholm (Suède).

## Biographie
De confession juive, sa famille fuit l'Allemagne nazie en 1939 et émigre en Suède. Là, sous le nom de scène de Mago, Max Goldstein devient costumier et décorateur de théâtre, notamment à Stockholm. En particulier, au théâtre dramatique royal (Kungliga Dramatiska Teatern en suédois, abrégé Dramaten), évoquons Hedda Gabler d'Henrik Ibsen, mise en scène par Ingmar Bergman (costumes et décors, 1964, avec Renée Björling) et Ardèle ou la Marguerite de Jean Anouilh, mise en scène par Mimi Pollak (costumes et décors, 1967).
Hors Dramaten, mentionnons A Little Night Music, comédie musicale de Stephen Sondheim (costumes et décors, 1978, avec Zarah Leander et Jan Malmsjö), mise en scène par Stig Olin au Folkteatern de Stockholm (abrégé Folkan (en)).
Au cinéma, Mago collabore à quarante-deux films (majoritairement suédois, dont treize réalisations d'Ingmar Bergman), sortis de 1950 à 1987, principalement comme costumier. Citons La Nuit des forains (1953, avec Hasse Ekman et Harriet Andersson) et Persona (1966, avec Liv Ullmann et Bibi Andersson) d'Ingmar Bergman, Aimer de Jörn Donner (1964, avec Harriet Andersson et Zbigniew Cybulski), ainsi que le film allemand C'est mon gigolo de David Hemmings (1978, avec David Bowie et Marlene Dietrich).
S'y ajoutent trois téléfilms, les deux premiers diffusés en 1983 et 1996. Le troisième est Bildmakarna d'Ingmar Bergman (2000, avec Anita Björk) ; il s'agit en fait d'une adaptation téléfilmée de la pièce éponyme de Per Olov Enquist, mise en scène par Bergman au Dramaten en 1998, avec la même distribution (et ultime contribution de Mago en ce lieu).

## Théâtre (sélection)
(pièces au Dramaten, sauf mention contraire)

### Costumier seulement
- 1950 : Rose-Marie, comédie musicale, musique de Rudolf Friml et Herbert Stothart, lyrics et livret d'Otto Harbach et Oscar Hammerstein II (Oscarsteatern, Stockholm)
- 1986 : Markurells i Wadköping de Hjalmar Bergman
- 1993 : Idlaflickorna de Kristina Lugn
- 1998 : Bildmakarna de Per Olof Enquist, mise en scène d'Ingmar Bergman (+ télédiffusion en 2000)

### Décorateur seulement
- 1985 : Jeu de chat (Kattlek) d'István Örkény
- 1986 : L'Orchestre (Damorkestern) de Jean Anouilh
- 1989 : Hittebarnet d'August Blanche

### Costumier et décorateur
- 1964 : Victor ou les Enfants au pouvoir (Victor eller När barnen tar makten) de Roger Vitrac, mise en scène de Mimi Pollak
- 1964 : Hedda Gabler d'Henrik Ibsen, mise en scène d'Ingmar Bergman
- 1965 : Un chapeau de paille d'Italie (Den italienska halmhatten) d'Eugène Labiche
- 1966 : Anatole (Anatol) d'Arthur Schnitzler, mise en scène de Mimi Pollak
- 1967 : Ardèle ou la Marguerite (Älskar – älskar inte...) de Jean Anouilh, mise en scène de Mimi Pollak
- 1969 : Le Rite (Riten) d'Ingmar Bergman
- 1978 : A Little Night Music, comédie musicale, musique et lyrics de Stephen Sondheim, livret de Hugh Wheeler, d'après le film Sourires d'une nuit d'été (1955) d'Ingmar Bergman, mise en scène de Stig Olin (Folktearn, Stockholm, abrégé Folkan)
- 1984 : Maître Harold et les Garçons (Master Harold) d'Athol Fugard

## Filmographie partielle

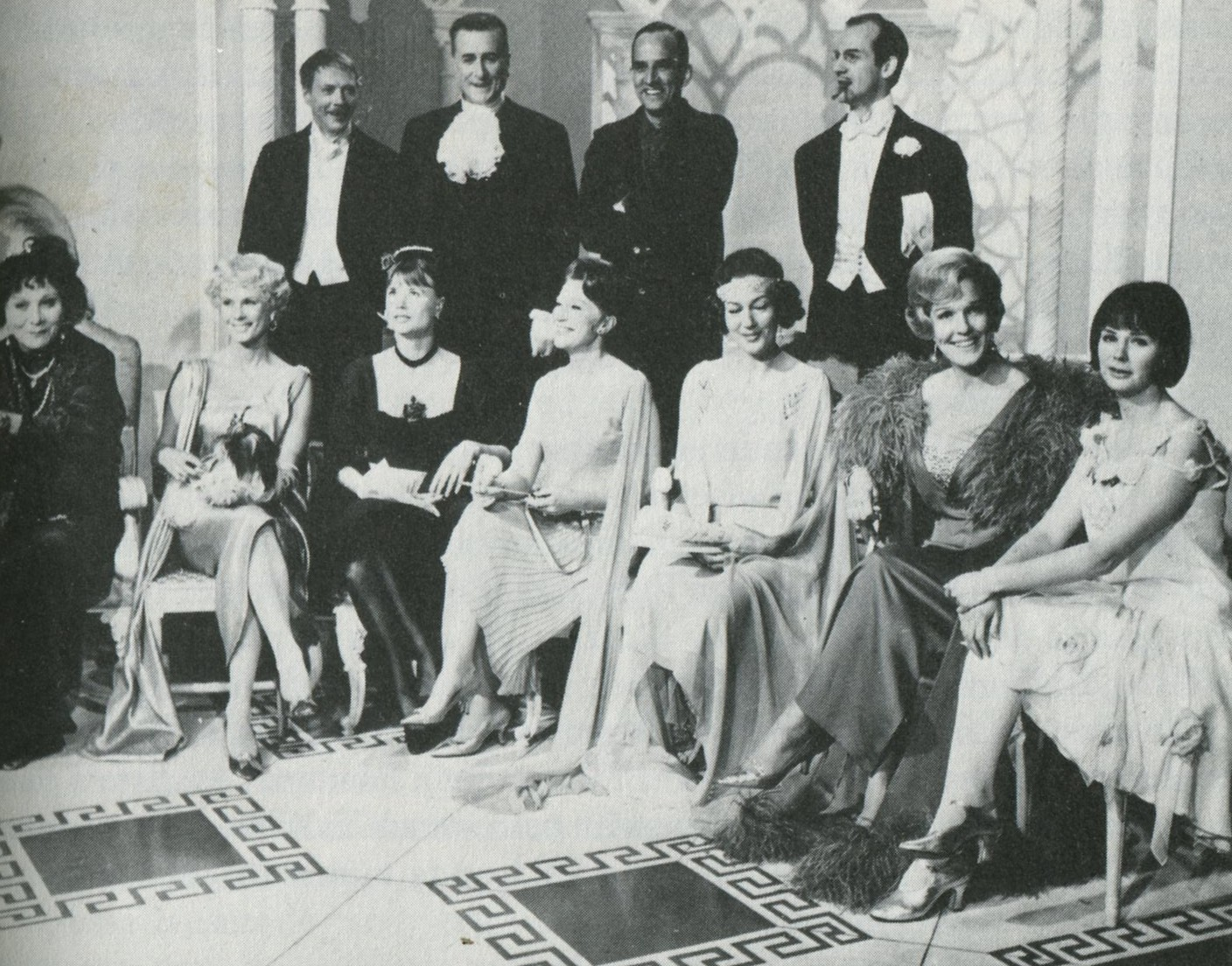
Costumes pour Toutes ses femmes
(1964, photo de tournage)

(films suédois, comme costumier, sauf mention contraire ou complémentaire)
- 1953 : La Nuit des forains (Gycklarnas afton) d'Ingmar Bergman
- 1955 : Sourires d'une nuit d'été (Sommarnattens leende) d'Ingmar Bergman
- 1956 : Flickan i frack d'Arne Mattsson
- 1958 : Mannekäng i rott d'Arne Mattsson
- 1959 : Får jag låna din fru? d'Arne Mattsson
- 1960 : L'Œil du diable (Djävulens öga) d'Ingmar Bergman
- 1961 : Lustgården d'Alf Kjellin
- 1961 : À travers le miroir (Såsom i en spegel) d'Ingmar Bergman
- 1962 : La Maîtresse (Älskarinnan) de Vilgot Sjöman
- 1962 : Les Communiants (Nattvardsgästerna) d'Ingmar Bergman
- 1962 : Syska (Siska, en kvinnobild) d'Alf Kjellin
- 1963 : Un dimanche de septembre (En söndag i september) de Jörn Donner
- 1964 : Toutes ses femmes (För att inte tala om alla dessa kvinnor) d'Ingmar Bergman
- 1964 : Aimer (Att älska) de Jörn Donner
- 1964 : Äktenskapsbrottaren d'Hasse Ekman
- 1966 : Persona d'Ingmar Bergman
- 1967 : Stimulantia d'Ingmar Bergman, Gustaf Molander et autres
- 1968 : L'Heure du loup (Vargtimmen) d'Ingmar Bergman
- 1968 : La Honte (Skammen) d'Ingmar Bergman
- 1969 : Une passion (En passion) d'Ingmar Bergman
- 1969 : Miss and Mrs Sweden de Göran Gentele
- 1969 : Le Rite (Riten) d'Ingmar Bergman (+ décorateur)
- 1971 : Le Lien (Beröringen) d'Ingmar Bergman
- 1977 : Tabu de Vilgot Sjöman
- 1978 : Mannen i skuggan d'Arne Mattsson
- 1978 : C'est mon gigolo (Schöner Gigolo, armer Gigolo) de David Hemmings (film allemand)
- 1979 : Linus eller Tegelhusets hemlighet de Vilgot Sjöman
- 1985 : Mask of Murder d'Arne Mattsson (film canado-suédois)
- 1987 : The Girl d'Arne Mattsson (film britanno-italo-suédois)
- 2000 : Bildmakarna, téléfilm d'Ingmar Bergman